# (Life May Be) A Big Insanity
(Life May Be) A Big Insanity – utwór muzyczny niemieckiej piosenkarki Sandry wydany w 1990 roku na płycie Paintings in Yellow.
Piosenkę napisali Michael Cretu i Klaus Hirschburger, a wyprodukował Cretu. Był to drugi singel z czwartego albumu Sandry, Paintings in Yellow, wydany wiosną 1990 roku. Spotkał się on ze średnim sukcesem na listach przebojów w Niemczech i Francji. Teledysk do piosenki wyreżyserował Howard Greenhalgh.

## Lista utworów
- 7" single

A. „(Life May Be) A Big Insanity” – 4:29
B. „The Skin I’m In” – 3:40
- 12" single

A1. „(Life May Be) A Big Insanity” (Radio Edit) – 4:29
A2. „(Life May Be) A Big Insanity” (Club Mix) – 6:12
B1. „(Life May Be) A Big Insanity” (Dance Mix) – 6:39
B2. „(Life May Be) A Big Insanity” (Dub Mix) – 2:33
- CD single

1. „(Life May Be) A Big Insanity” (Radio Edit) – 4:29
2. „(Life May Be) A Big Insanity” (Club Mix) – 6:12
3. „(Life May Be) A Big Insanity” (Dance Mix) – 6:39
4. „(Life May Be) A Big Insanity” (Dub Mix) – 2:33
5. „The Skin I’m In” (Single Version) – 3:40

## Notowania
| Lista (1990)           | Najwyższa pozycja |
| ---------------------- | ----------------- |
| Francja (SNEP)         | 41                |
| Niemcy (Media Control) | 27                |